# Alina Lopez
Alina Lopez (Seattle, Washington; 6 de septiembre de 1995) es una actriz pornográfica y modelo erótica estadounidense.

## Biografía
Natural del estado de Washington, se crio en una familia de ascendencia hispana y educada en la iglesia mormona. Vivió en Mesa (Arizona) y en Utah. Tras cumplir los 18 años comenzó a trabajar como modelo profesional así como de técnico en instalación de paneles solares. También trabajó como modelo de cámara web, realizando shows privados a través de la plataforma Chatroulette.
Debutó como actriz pornográfica en octubre de 2017, a los 22 años. Su primer escena fue una de sexo interracial con el actor Jason Luv para la productora Blacked. Como actriz, ha rodado para productoras como Vixen, Hard X, Burning Angel, Evil Angel, New Sensations, Bangbros, Mofos, Girlsway, Deeper, Pure Taboo, Naughty America, Reality Kings o Brazzers, entre otras.
Su nombre artístico viene de la cantante Alina Baraz, mientras que Lopez es por el apellido de su madre.
Fue elegida Pet of the Month de la revista Penthouse en diciembre de 2018.
En 2019 recibió sendas nominaciones en los Premios AVN y XBIZ a Mejor actriz revelación.
Ha rodado más de 540 películas como actriz, siendo algunos de sus trabajos Bare, Blacked Raw V2, Creampied Vixens 2, Gag Reflex 3, Hot Bodies 3 o Swallowed 16.

## Premios y nominaciones
| Año  | Ceremonia    | Resultado | Premio                                             | Trabajo                                  |
| ---- | ------------ | --------- | -------------------------------------------------- | ---------------------------------------- |
| 2019 | Premios AVN  | Nominada  | Mejor actriz revelación                            | —                                        |
| 2019 | Premios AVN  | Nominada  | Mejor actuación solo / tease                       | Hot Bodies 3                             |
| 2019 | Premios AVN  | Nominada  | Mejor escena de sexo chico/chica                   | Hot Bodies 3                             |
| 2019 | Premios AVN  | Nominada  | Mejor escena de sexo lésbico en grupo              | Duplicity                                |
| 2019 | Premios AVN  | Nominada  | Mejor escena de trío M-H-M                         | Icons                                    |
| 2019 | Premios AVN  | Ganadora  | Premio fan: Debutante más caliente                 | —                                        |
| 2019 | Premios XBIZ | Nominada  | Mejor actriz revelación                            | —                                        |
| 2019 | Premios XBIZ | Nominada  | Mejor escena de sexo en película gonzo             | Hot Bodies Vol. 3                        |
| 2019 | Premios XRCO | Nominada  | Nueva estrella del año                             | —                                        |
| 2019 | Premios XRCO | Nominada  | Orgasmic Oralist                                   | —                                        |
| 2020 | Premios AVN  | Nominada  | Artista femenina del año                           | —                                        |
| 2020 | Premios AVN  | Nominada  | Mejor actriz en mediometraje                       | Bishop’s Interview: An Alina Lopez Story |
| 2020 | Premios AVN  | Ganadora  | Mejor escena de sexo en grupo                      | Drive                                    |
| 2020 | Premios AVN  | Nominada  | Mejor escena de sexo lésbico                       | Out With a Bang                          |
| 2020 | Premios AVN  | Nominada  | Mejor escena de sexo lésbico en grupo              | Pussy Pot Luck                           |
| 2020 | Premios AVN  | Nominada  | Mejor escena de trío M-H-M                         | Slut Puppies 14                          |
| 2020 | Premios XBIZ | Ganadora  | Mejor actriz en película tabú                      | Bishop's Interview: An Alina Lopez Story |
| 2020 | Premios XBIZ | Nominada  | Mejor escena de sexo en película tabú              | Bishop's Interview: An Alina Lopez Story |
| 2020 | Premios XBIZ | Nominada  | Mejor escena de sexo en película tabú              | Like Mother, Like Daughter               |
| 2021 | Premios AVN  | Ganadora  | Aparición mainstream del año                       | —                                        |
| 2021 | Premios AVN  | Nominada  | Artista femenina del año                           | —                                        |
| 2021 | Premios AVN  | Nominada  | Mejor actriz en mediometraje                       | Under the Bed 2                          |
| 2021 | Premios AVN  | Nominada  | Mejor escena de blowbang                           | Wet Food 9                               |
| 2021 | Premios AVN  | Ganadora  | Mejor escena de sexo en cuarentena                 | Teenage Lesbian: One Year Later          |
| 2021 | Premios XBIZ | Nominada  | Artista femenina del año                           | —                                        |
| 2021 | Premios XBIZ | Nominada  | Mejor escena de sexo en película gonzo             | Oil Overload 16                          |
| 2021 | Premios XBIZ | Nominada  | Mejor escena de sexo en película protagonista      | Out With a Bang                          |
| 2022 | Premios AVN  | Nominada  | Mejor escena de sexo lésbico en grupo              | Breaking Through                         |
| 2022 | Premios AVN  | Nominada  | Mejor escena de sexo en realidad virtual           | Grand Obsession                          |
| 2022 | Premios AVN  | Nominada  | Mejor escena de trío H-M-H                         | Alina Lopez: Double Team Frenzy          |
| 2022 | Premios XBIZ | Nominada  | Mejor escena de sexo en película gonzo             | Flesh Hunter 15                          |
| 2022 | Premios XBIZ | Nominada  | Mejor escena de sexo en realidad virtual           | Grand Obsession                          |
| 2023 | Premios XBIZ | Nominada  | Mejor escena de sexo en película gonzo             | Blacked Raw 51                           |
| 2023 | Premios XBIZ | Nominada  | Mejor escena de sexo en película lésbica           | Sparks                                   |
| 2024 | Premios AVN  | Nominada  | Mejor escena de sexo chico/chica                   | Hot Bodies 6                             |
| 2025 | Premios AVN  | Nominada  | Mejor escena de sexo en pareja en realidad virtual | Altar of Alina                           |
| 2025 | Premios XMA  | Nominada  | Mejor escena de sexo en realidad virtual           | Altar of Alina                           |